# UEFA Women's Champions League 2022-2023 - Qualificazioni
Questa voce raccoglie un approfondimento sulle gare del turno preliminare di qualificazione dell'edizione 2022-2023 della UEFA Women's Champions League.

## Formato
Il formato della competizione è rimasto inalterato rispetto all'edizione precedente, includendo per la seconda volta una fase a gironi con partite di andata e ritorno. La fase di qualificazione è stata organizzata su due turni. I due turni di qualificazione sono stati suddivisi su due percorsi, uno per le squadre vincitrici dei rispettivi campionati nazionali (percorso Campioni) e l'altro per le squadre piazzatesi al secondo o terzo posto nei rispettivi campionati nazionali (percorso Piazzate). Al primo turno prendono parte 42 squadre nel percorso Campioni e 16 squadre nel percorso Piazzate. Nel percorso Campioni del primo turno le squadre sono state suddivise in 11 minitornei, nove dei quali composti da quattro squadre, mentre due da tre squadre. Le squadre si affrontano in gare secche di semifinali e finale; le vincitrici degli 11 minitornei accedono al secondo turno, dove entrano altre tre squadre ammesse direttamente al secondo turno. Nel secondo turno le 14 squadre del percorso Campioni si affrontano in partite di andata e ritorno e le 7 vincitrici sono ammesse alla fase a gironi. Nel percorso Piazzate del primo turno le squadre sono state suddivise in 4 minitornei composti da quattro squadre ciascuno. Le squadre si affrontano in gare secche di semifinali e finale; le vincitrici dei 4 minitornei accedono al secondo turno, dove entrano altre sei squadre ammesse direttamente al secondo turno. Nel secondo turno le 10 squadre del percorso Piazzate si affrontano in partite di andata e ritorno e le 5 vincitrici sono ammesse alla fase a gironi.

## Squadre partecipanti
Alle qualificazioni hanno avuto accesso complessivamente 67 delle 71 squadre iscritte al torneo, delle quali 45 squadre vincitrici del rispettivo campionato nazionale, inserite nel percorso Campioni, e 22 squadre piazzatesi al secondo o terzo posto nel rispettivo campionato nazionale e appartenenti alle federazioni classificate dal 1º al 16º posto nel ranking UEFA.
| Legenda                                                         | Legenda |
| --------------------------------------------------------------- | ------- |
| I club vincitori del secondo turno avanzano alla fase a gironi. |         |
| Club sconfitti nel secondo turno.                               |         |
| Club sconfitti nella finale del primo turno.                    |         |
| Club sconfitti nella semifinale del primo turno.                |         |

| Squadre             | Coeff    |
| Campioni            | Campioni |
| ------------------- | -------- |
| Slavia Praga        | 47,766   |
| Rosengård           | 38,833   |
| HB Køge             | 9,550    |
| Piazzate            |          |
| Paris Saint-Germain | 85,666   |
| Bayern Monaco       | 84,133   |
| Arsenal             | 39,200   |
| Sparta Praga        | 34,766   |
| Häcken              | 20,833   |
| Real Sociedad       | 13,233   |

| Squadre          | Coeff    |
| Campioni         | Campioni |
| ---------------- | -------- |
| Juventus         | 30,900   |
| BIIK Kazygurt    | 30,600   |
| St. Pölten       | 25,700   |
| Zurigo           | 22,500   |
| Gintra           | 18,600   |
| Spartak Subotica | 16,800   |
| Vllaznia         | 14,400   |
| Twente           | 13,900   |
| Benfica          | 13,600   |
| Apollōn Lemesou  | 13,000   |
| Anderlecht       | 12,400   |
| SFK 2000         | 11,400   |
| U Olimpia Cluj   | 10,800   |
| Vorskla          | 10,200   |
| Valur            | 8,350    |
| Ferencváros      | 8,300    |
| PAOK             | 7,600    |
| Pomurje          | 7,400    |
| Breznica         | 6,000    |
| Dinamo-BDU Minsk | 5,400    |

| Squadre                | Coeff    |
| Campioni               | Campioni |
| ---------------------- | -------- |
| Flora Tallinn          | 4,600    |
| Brann                  | 4,500    |
| Rangers                | 4,400    |
| Lanchkhuti             | 3,800    |
| Spalato                | 3,700    |
| RFCU Lussemburgo       | 3,600    |
| KÍ Klaksvík            | 3,600    |
| Shelbourne             | 3,500    |
| Birkirkara             | 3,000    |
| Swansea City           | 2,900    |
| Kiryat Gat             | 2,800    |
| ALG                    | 2,600    |
| Rīgas FS               | 2,400    |
| Agarista-ȘS Anenii Noi | 2,400    |
| Glentoran              | 2,200    |
| SMS Łódź               | 2,200    |
| KuPS                   | 1,900    |
| Hayasa                 | 1,400    |
| Lokomotiv Stara Zagora | 1,200    |
| Hajvalia               | 1,100    |

| Squadre               | Coeff    |
| Campioni              | Campioni |
| --------------------- | -------- |
| Spartak Myjava        | 1,100    |
| Ljuboten              | 0,400    |
| Piazzate              |          |
| Manchester City       | 63,200   |
| Glasgow City          | 33,400   |
| Fortuna Hjørring      | 28,550   |
| Real Madrid           | 26,233   |
| FK Minsk              | 23,400   |
| Ajax                  | 20,900   |
| Breiðablik            | 17,850   |
| Paris FC              | 17,666   |
| Eintracht Francoforte | 15,133   |
| Servette Chênois      | 10,500   |
| Kristianstads DFF     | 8,833    |
| Slovácko              | 7,766    |
| Sturm Graz            | 6,700    |
| Rosenborg             | 6,500    |
| Roma                  | 5,900    |
| Tomiris-Turan         | 4,600    |

## Primo turno

### Sorteggio
Il sorteggio per il primo turno di qualificazione si è tenuto a Nyon il 24 giugno 2022.
| Gruppo 1                    | Gruppo 1                   | Gruppo 2               | Gruppo 2                    | Gruppo 3                         | Gruppo 3             | Gruppo 4               | Gruppo 4                        |
| Teste di serie              | Non teste di serie         | Teste di serie         | Non teste di serie          | Teste di serie                   | Non teste di serie   | Teste di serie         | Non teste di serie              |
| --------------------------- | -------------------------- | ---------------------- | --------------------------- | -------------------------------- | -------------------- | ---------------------- | ------------------------------- |
| Valur Pomurje               | Shelbourne Hayasa          | Ferencváros PAOK       | Rangers Swansea City        | BIIK Kazygurt Žytlobud-2 Charkiv | Lanchkhuti Spalato   | Zurigo Apollōn Lemesou | KÍ Klaksvík Rīgas FS            |
| Gruppo 5                    | Gruppo 5                   | Gruppo 6               | Gruppo 6                    | Gruppo 7                         | Gruppo 7             | Gruppo 8               | Gruppo 8                        |
| Teste di serie              | Non teste di serie         | Teste di serie         | Non teste di serie          | Teste di serie                   | Non teste di serie   | Teste di serie         | Non teste di serie              |
| Gintra Anderlecht           | SMS Łódź KuPS              | Juventus Flora Tallinn | RFCU Lussemburgo Kiryat Gat | SFK 2000 Olimpia Cluj            | Birkirkara Glentoran | Twente Benfica         | Agarista-ȘS Anenii Noi Hajvalia |
| Gruppo 9                    | Gruppo 9                   | Gruppo 10              | Gruppo 10                   | Gruppo 11                        | Gruppo 11            |                        |                                 |
| Teste di serie              | Non teste di serie         | Teste di serie         | Non teste di serie          | Teste di serie                   | Non teste di serie   |                        |                                 |
| St. Pölten Dinamo-BDU Minsk | Lok. Stara Zagora Ljuboten | Vllaznia Breznica      | Spartak Myjava              | Spartak Subotica Brann           | ALG                  |                        |                                 |

| Gruppo 1              | Gruppo 1              | Gruppo 2            | Gruppo 2           | Gruppo 3              | Gruppo 3                           | Gruppo 4                    | Gruppo 4                 |
| Teste di serie        | Non teste di serie    | Teste di serie      | Non teste di serie | Teste di serie        | Non teste di serie                 | Teste di serie              | Non teste di serie       |
| --------------------- | --------------------- | ------------------- | ------------------ | --------------------- | ---------------------------------- | --------------------------- | ------------------------ |
| Glasgow City Paris FC | Servette Chênois Roma | FK Minsk Breiðablik | Slovácko Rosenborg | Fortuna Hjørring Ajax | Eintracht Francoforte Kristianstad | Manchester City Real Madrid | Sturm Graz Tomiris-Turan |

### Percorso Campioni

#### Gruppo 1

##### Tabellone
|  | Semifinali | Semifinali | Semifinali |       |            | Finale          | Finale          | Finale          |  |
|  |            |            |            |       |            |                 |                 |                 |  |
|  | Pomurje    | Pomurje    | 0          |       |            |                 |                 |                 |  |
|  | Pomurje    | Pomurje    | 0          |       |            |                 |                 |                 |  |
|  | Shelbourne | Shelbourne | 1          |       |            |                 |                 |                 |  |
|  | Shelbourne | Shelbourne | 1          |       | Shelbourne | Shelbourne      | 0               |                 |  |
|  |            |            |            |       | Shelbourne | Shelbourne      | 0               |                 |  |
|  |            |            | Valur      | Valur | 3          |                 |                 |                 |  |
|  | Valur      | Valur      | Valur      | Valur | 3          | 2               |                 |                 |  |
|  | Valur      | Valur      |            |       |            | 2               |                 |                 |  |
|  | Hayasa     | Hayasa     | 0          |       |            | Finale 3º posto | Finale 3º posto | Finale 3º posto |  |
|  | Hayasa     | Hayasa     | 0          |       |            |                 |                 |                 |  |
|  |            |            |            |       |            |                 |                 |                 |  |
|  |            |            |            |       |            | Pomurje         | Pomurje         | 2               |  |
|  |            |            |            |       |            | Pomurje         | Pomurje         | 2               |  |
|  |            |            |            |       |            | Hayasa          | Hayasa          | 1               |  |

##### Semifinali
| Arbitro: | Silvia Gasperotti |

|                                   |           |  |
| Hintzen 14’ Speckmaier 90’ (rig.) | Marcatori |  |

| Arbitro: | Frederikke Lydia Søkjær |

|  |           |             |
|  | Marcatori | 4’ O'Reilly |

##### Finale 3º posto
| Arbitro: | Ioanna Allayiotou |

|                       |           |              |
| Kos 27’ K. Horvat 34’ | Marcatori | 48’ Voronina |

##### Finale
| Arbitro: | Volha Tsiareshka |

|                                                    |           |  |
| Hintzen 20’ Jóhannesdóttir 45’ E. Viðarsdóttir 46’ | Marcatori |  |

#### Gruppo 2

##### Tabellone
|  | Semifinali   | Semifinali   | Semifinali |         |      | Finale          | Finale          | Finale          |  |
|  |              |              |            |         |      |                 |                 |                 |  |
|  | PAOK         | PAOK         | 2          |         |      |                 |                 |                 |  |
|  | PAOK         | PAOK         | 2          |         |      |                 |                 |                 |  |
|  | Swansea City | Swansea City | 0          |         |      |                 |                 |                 |  |
|  | Swansea City | Swansea City | 0          |         | PAOK | PAOK            | 0               |                 |  |
|  |              |              |            |         | PAOK | PAOK            | 0               |                 |  |
|  |              |              | Rangers    | Rangers | 4    |                 |                 |                 |  |
|  | Ferencváros  | Ferencváros  | Rangers    | Rangers | 4    | 1               |                 |                 |  |
|  | Ferencváros  | Ferencváros  |            |         |      | 1               |                 |                 |  |
|  | Rangers      | Rangers      | 3          |         |      | Finale 3º posto | Finale 3º posto | Finale 3º posto |  |
|  | Rangers      | Rangers      | 3          |         |      |                 |                 |                 |  |
|  |              |              |            |         |      |                 |                 |                 |  |
|  |              |              |            |         |      | Swansea City    | Swansea City    | 0               |  |
|  |              |              |            |         |      | Swansea City    | Swansea City    | 0               |  |
|  |              |              |            |         |      | Ferencváros     | Ferencváros     | 7               |  |

##### Semifinali
| Arbitro: | Olivia Tschon |

|                       |           |  |
| Vlassopoulos 16’, 70’ | Marcatori |  |

| Arbitro: | Jurgita Mačikunytė |

|             |           |                                    |
| Fishley 69’ | Marcatori | 14’ (rig.), 48’ Danielsson 89’ Hay |

##### Finale 3º posto
| Arbitro: | Kateryna Usova |

|  |           |                                                                           |
|  | Marcatori | 35’ Fishley 38’, 55’ Szabó 51’ Bradić 70’ Papp 83’ Barker 87’ (aut.) Lake |

##### Finale
| Arbitro: | Alina Peşu |

|  |           |                                                           |
|  | Marcatori | 50’ Docherty 58’ Davison 70’ (aut.) Papaioannou 86’ Arnot |

#### Gruppo 3

##### Tabellone
|  | Semifinali    | Semifinali    | Semifinali |         |               | Finale          | Finale          | Finale          |  |
|  |               |               |            |         |               |                 |                 |                 |  |
|  | BIIK Kazygurt | BIIK Kazygurt | 5          |         |               |                 |                 |                 |  |
|  | BIIK Kazygurt | BIIK Kazygurt | 5          |         |               |                 |                 |                 |  |
|  | Spalato       | Spalato       | 1          |         |               |                 |                 |                 |  |
|  | Spalato       | Spalato       | 1          |         | BIIK Kazygurt | BIIK Kazygurt   | 0               |                 |  |
|  |               |               |            |         | BIIK Kazygurt | BIIK Kazygurt   | 0               |                 |  |
|  |               |               | Vorskla    | Vorskla | 2             |                 |                 |                 |  |
|  | Vorskla       | Vorskla       | Vorskla    | Vorskla | 2             | 5               |                 |                 |  |
|  | Vorskla       | Vorskla       |            |         |               | 5               |                 |                 |  |
|  | Lanchkhuti    | Lanchkhuti    | 0          |         |               | Finale 3º posto | Finale 3º posto | Finale 3º posto |  |
|  | Lanchkhuti    | Lanchkhuti    | 0          |         |               |                 |                 |                 |  |
|  |               |               |            |         |               |                 |                 |                 |  |
|  |               |               |            |         |               | Spalato         | Spalato         | 2               |  |
|  |               |               |            |         |               | Spalato         | Spalato         | 2               |  |
|  |               |               |            |         |               | Lanchkhuti      | Lanchkhuti      | 0               |  |

##### Semifinali
| Arbitro: | Meitar Shemesh |

|                                                      |           |  |
| Kotiaš 1’, 90+2’ Kravčuk 7’ Kalinina 40’ Osipyan 78’ | Marcatori |  |

| Arbitro: | Anastasia Mylopoulou |

|                                                     |           |                 |
| Chanda 18’, 49’, 64’ Gabelia 58’ Babshuk 88’ (rig.) | Marcatori | 77’ Kapetanović |

##### Finale 3º posto
| Arbitro: | Emanuela Rusta |

|  |           |                                |
|  | Marcatori | 36’ (rig.) Hadžić 67’ Mikulica |

##### Finale
| Arbitro: | Minka Vekkeli |

|  |           |                        |
|  | Marcatori | 52’ Korsun 79’ Kravčuk |

#### Gruppo 4

##### Tabellone
|  | Semifinali      | Semifinali      | Semifinali      |                 |        | Finale          | Finale          | Finale          |  |
|  |                 |                 |                 |                 |        |                 |                 |                 |  |
|  | Zurigo          | Zurigo          | 6               |                 |        |                 |                 |                 |  |
|  | Zurigo          | Zurigo          | 6               |                 |        |                 |                 |                 |  |
|  | KÍ Klaksvík     | KÍ Klaksvík     | 0               |                 |        |                 |                 |                 |  |
|  | KÍ Klaksvík     | KÍ Klaksvík     | 0               |                 | Zurigo | Zurigo          | 1               |                 |  |
|  |                 |                 |                 |                 | Zurigo | Zurigo          | 1               |                 |  |
|  |                 |                 | Apollōn Lemesou | Apollōn Lemesou | 0      |                 |                 |                 |  |
|  | Apollōn Lemesou | Apollōn Lemesou | Apollōn Lemesou | Apollōn Lemesou | 0      | 3               |                 |                 |  |
|  | Apollōn Lemesou | Apollōn Lemesou |                 |                 |        | 3               |                 |                 |  |
|  | Rīgas FS        | Rīgas FS        | 0               |                 |        | Finale 3º posto | Finale 3º posto | Finale 3º posto |  |
|  | Rīgas FS        | Rīgas FS        | 0               |                 |        |                 |                 |                 |  |
|  |                 |                 |                 |                 |        |                 |                 |                 |  |
|  |                 |                 |                 |                 |        | KÍ Klaksvík     | KÍ Klaksvík     | 1               |  |
|  |                 |                 |                 |                 |        | KÍ Klaksvík     | KÍ Klaksvík     | 1               |  |
|  |                 |                 |                 |                 |        | Rīgas FS (dts)  | Rīgas FS (dts)  | 2               |  |

##### Semifinali
| Arbitro: | Irena Velevačkoska |

|                                    |           |  |
| Gómez 16’ Rojas 27’ Acheampong 88’ | Marcatori |  |

| Arbitro: | Sofik Torosyan |

|                                                                          |           |  |
| Riesen 9’ Humm 23’ Dubs 25’ Pinther 59’ Bernauer 62’ Mégroz 90+3’ (rig.) | Marcatori |  |

##### Finale 3º posto
| Arbitro: | Réka Molnár |

|               |           |                                       |
| Klakstein 88’ | Marcatori | 15’ (rig.) Ovsjankina 113’ Poļuhoviča |

##### Finale
| Arbitro: | Eléni Andoníou |

|             |           |  |
| Pinther 60’ | Marcatori |  |

#### Gruppo 5

##### Tabellone
|  | Semifinali | Semifinali | Semifinali |            |            | Finale          | Finale          | Finale          |  |
|  |            |            |            |            |            |                 |                 |                 |  |
|  | Anderlecht | Anderlecht | 3          |            |            |                 |                 |                 |  |
|  | Anderlecht | Anderlecht | 3          |            |            |                 |                 |                 |  |
|  | SMS Łódź   | SMS Łódź   | 2          |            |            |                 |                 |                 |  |
|  | SMS Łódź   | SMS Łódź   | 2          |            | Anderlecht | Anderlecht      | 2 (3)           |                 |  |
|  |            |            |            |            | Anderlecht | Anderlecht      | 2 (3)           |                 |  |
|  |            |            | KuPS (dtr) | KuPS (dtr) | 2 (4)      |                 |                 |                 |  |
|  | Gintra     | Gintra     | KuPS (dtr) | KuPS (dtr) | 2 (4)      | 0               |                 |                 |  |
|  | Gintra     | Gintra     |            |            |            | 0               |                 |                 |  |
|  | KuPS       | KuPS       | 2          |            |            | Finale 3º posto | Finale 3º posto | Finale 3º posto |  |
|  | KuPS       | KuPS       | 2          |            |            |                 |                 |                 |  |
|  |            |            |            |            |            |                 |                 |                 |  |
|  |            |            |            |            |            | SMS Łódź        | SMS Łódź        | 1               |  |
|  |            |            |            |            |            | SMS Łódź        | SMS Łódź        | 1               |  |
|  |            |            |            |            |            | Gintra          | Gintra          | 0               |  |

##### Semifinali
| Arbitro: | Tanja Račić |

|  |           |                           |
|  | Marcatori | 28’ Ruuskanen 35’ Begolli |

| Arbitro: | Louise Thompson |

|                                  |           |                                |
| Thornton 57’, 90+1’ Wajnblum 66’ | Marcatori | 13’ Rędzia 49’ (rig.) Kopińska |

##### Finale 3º posto
| Arbitro: | Alexandra Collin |

|  |           |            |
|  | Marcatori | 53’ Rędzia |

##### Finale
| Arbitro: | Jelena Cvetković |

|                                           |                      |                                      |
| Vătafu 35’ Wijnants 102’                  | Marcatori            | 55’ (rig.), 119’ Rochi               |
| Deloose Toloba Wijnants de Keijzer Vătafu | Tiri di rigore 3 – 4 | Rochi Peuhkurinen Siren Nora Simonen |

#### Gruppo 6

##### Tabellone
|  | Semifinali       | Semifinali       | Semifinali |            |          | Finale           | Finale           | Finale          |  |
|  |                  |                  |            |            |          |                  |                  |                 |  |
|  | Juventus         | Juventus         | 4          |            |          |                  |                  |                 |  |
|  | Juventus         | Juventus         | 4          |            |          |                  |                  |                 |  |
|  | RFCU Lussemburgo | RFCU Lussemburgo | 0          |            |          |                  |                  |                 |  |
|  | RFCU Lussemburgo | RFCU Lussemburgo | 0          |            | Juventus | Juventus         | 3                |                 |  |
|  |                  |                  |            |            | Juventus | Juventus         | 3                |                 |  |
|  |                  |                  | Kiryat Gat | Kiryat Gat | 1        |                  |                  |                 |  |
|  | Flora Tallinn    | Flora Tallinn    | Kiryat Gat | Kiryat Gat | 1        | 0                |                  |                 |  |
|  | Flora Tallinn    | Flora Tallinn    |            |            |          | 0                |                  |                 |  |
|  | Kiryat Gat       | Kiryat Gat       | 5          |            |          | Finale 3º posto  | Finale 3º posto  | Finale 3º posto |  |
|  | Kiryat Gat       | Kiryat Gat       | 5          |            |          |                  |                  |                 |  |
|  |                  |                  |            |            |          |                  |                  |                 |  |
|  |                  |                  |            |            |          | RFCU Lussemburgo | RFCU Lussemburgo | 3               |  |
|  |                  |                  |            |            |          | RFCU Lussemburgo | RFCU Lussemburgo | 3               |  |
|  |                  |                  |            |            |          | Flora Tallinn    | Flora Tallinn    | 1               |  |

##### Semifinali
| Arbitro: | Merima Čelik |

|  |           |                                                   |
|  | Marcatori | 3’, 12’, 52’ Da Silva Lima 68’ Horovitz 84’ Nakav |

| Arbitro: | Jelena Kumer |

|                                                   |           |  |
| Rosucci 11’ Girelli 21’ Caruso 54’ Bonfantini 61’ | Marcatori |  |

##### Finale 3º posto
| Arbitro: | Ana Maria Alexandra Terteleac |

|            |           |                              |
| Volkov 51’ | Marcatori | 43’, 54’ Kohr 60’ Dos Santos |

##### Finale
| Arbitro: | María Dolores Martínez Madrona |

|                                     |           |                 |
| Cantore 35’ Zamanian 48’ Caruso 90’ | Marcatori | 52’ Dany Helena |

#### Gruppo 7

##### Tabellone
|  | Semifinali           | Semifinali           | Semifinali |          |                | Finale          | Finale          | Finale          |  |
|  |                      |                      |            |          |                |                 |                 |                 |  |
|  | U Olimpia Cluj (dtr) | U Olimpia Cluj (dtr) | 0 (4)      |          |                |                 |                 |                 |  |
|  | U Olimpia Cluj (dtr) | U Olimpia Cluj (dtr) | 0 (4)      |          |                |                 |                 |                 |  |
|  | Glentoran            | Glentoran            | 0 (2)      |          |                |                 |                 |                 |  |
|  | Glentoran            | Glentoran            | 0 (2)      |          | U Olimpia Cluj | U Olimpia Cluj  | 1               |                 |  |
|  |                      |                      |            |          | U Olimpia Cluj | U Olimpia Cluj  | 1               |                 |  |
|  |                      |                      | SFK 2000   | SFK 2000 | 2              |                 |                 |                 |  |
|  | SFK 2000             | SFK 2000             | SFK 2000   | SFK 2000 | 2              | 4               |                 |                 |  |
|  | SFK 2000             | SFK 2000             |            |          |                | 4               |                 |                 |  |
|  | Birkirkara           | Birkirkara           | 0          |          |                | Finale 3º posto | Finale 3º posto | Finale 3º posto |  |
|  | Birkirkara           | Birkirkara           | 0          |          |                |                 |                 |                 |  |
|  |                      |                      |            |          |                |                 |                 |                 |  |
|  |                      |                      |            |          |                | Glentoran       | Glentoran       | 1               |  |
|  |                      |                      |            |          |                | Glentoran       | Glentoran       | 1               |  |
|  |                      |                      |            |          |                | Birkirkara      | Birkirkara      | 2               |  |

##### Semifinali
| Arbitro: | Oxana Cruc |

|                                              |           |  |
| Gačanica 15’, 69’ Al. Spahić 50’ Krajnić 81’ | Marcatori |  |

| Arbitro: | Michèle Schmölzer |

|                                     |                      |                           |
| Ciolacu Borodi Pérez Giurgiu García | Tiri di rigore 4 – 2 | Foy McDade Andrews Bailie |

##### Finale 3º posto
| Arbitro: | Anastasiya Romanyuk |

|                          |           |            |
| Giusti 47’ C. Zammit 58’ | Marcatori | 13’ Bailie |

##### Finale
| Arbitro: | Lucie Šulcová |

|                           |           |             |
| Jelčić 33’ Milinković 69’ | Marcatori | 68’ Ciolacu |

#### Gruppo 8

##### Tabellone
|  | Semifinali             | Semifinali             | Semifinali |         |        | Finale                 | Finale                 | Finale          |  |
|  |                        |                        |            |         |        |                        |                        |                 |  |
|  | Twente                 | Twente                 | 13         |         |        |                        |                        |                 |  |
|  | Twente                 | Twente                 | 13         |         |        |                        |                        |                 |  |
|  | Agarista-ȘS Anenii Noi | Agarista-ȘS Anenii Noi | 0          |         |        |                        |                        |                 |  |
|  | Agarista-ȘS Anenii Noi | Agarista-ȘS Anenii Noi | 0          |         | Twente | Twente                 | 1                      |                 |  |
|  |                        |                        |            |         | Twente | Twente                 | 1                      |                 |  |
|  |                        |                        | Benfica    | Benfica | 2      |                        |                        |                 |  |
|  | Benfica                | Benfica                | Benfica    | Benfica | 2      | 9                      |                        |                 |  |
|  | Benfica                | Benfica                |            |         |        | 9                      |                        |                 |  |
|  | Hajvalia               | Hajvalia               | 0          |         |        | Finale 3º posto        | Finale 3º posto        | Finale 3º posto |  |
|  | Hajvalia               | Hajvalia               | 0          |         |        |                        |                        |                 |  |
|  |                        |                        |            |         |        |                        |                        |                 |  |
|  |                        |                        |            |         |        | Agarista-ȘS Anenii Noi | Agarista-ȘS Anenii Noi | 0               |  |
|  |                        |                        |            |         |        | Agarista-ȘS Anenii Noi | Agarista-ȘS Anenii Noi | 0               |  |
|  |                        |                        |            |         |        | Hajvalia               | Hajvalia               | 7               |  |

##### Semifinali
| Arbitro: | Gamze Durmuş |

|                                                                                            |           |  |
| Rebelo 8’ Cintra 15’, 43’, 59’ J. Silva 48’ Vitória 57’ Norton 63’ Lacasse 64’ Alves 90+2’ | Marcatori |  |

| Arbitro: | Andromachi Tsiofliki |

| |           |  |
| van Dooren 8’ Kalma 21’, 23’, 24’, 28’, 65’, 90+2’ Stolze 32’, 39’ B. Jansen 50’ R. Jansen 54’ Saitain 85’ (aut.) Te Brake 90’ | Marcatori |  |

##### Finale 3º posto
| Arbitro: | Kristina Georgieva |

|  |           |                                                                         |
|  | Marcatori | 20’ Ramaj 31’, 52’, 79’, 82’ Berisha 34’ (rig.) Kastrati 90+1’ Krasniqi |

##### Finale
| Arbitro: | Maria Marotta |

|               |           |                          |
| R. Jansen 71’ | Marcatori | 11’ Vitória 61’ Nazareth |

#### Gruppo 9

##### Tabellone
|  | Semifinali        | Semifinali        | Semifinali |            |                  | Finale            | Finale            | Finale          |  |
|  |                   |                   |            |            |                  |                   |                   |                 |  |
|  | Dinamo-BDU Minsk  | Dinamo-BDU Minsk  | 5          |            |                  |                   |                   |                 |  |
|  | Dinamo-BDU Minsk  | Dinamo-BDU Minsk  | 5          |            |                  |                   |                   |                 |  |
|  | Lok. Stara Zagora | Lok. Stara Zagora | 0          |            |                  |                   |                   |                 |  |
|  | Lok. Stara Zagora | Lok. Stara Zagora | 0          |            | Dinamo-BDU Minsk | Dinamo-BDU Minsk  | 0                 |                 |  |
|  |                   |                   |            |            | Dinamo-BDU Minsk | Dinamo-BDU Minsk  | 0                 |                 |  |
|  |                   |                   | St. Pölten | St. Pölten | 3                |                   |                   |                 |  |
|  | St. Pölten        | St. Pölten        | St. Pölten | St. Pölten | 3                | 7                 |                   |                 |  |
|  | St. Pölten        | St. Pölten        |            |            |                  | 7                 |                   |                 |  |
|  | Ljuboten          | Ljuboten          | 0          |            |                  | Finale 3º posto   | Finale 3º posto   | Finale 3º posto |  |
|  | Ljuboten          | Ljuboten          | 0          |            |                  |                   |                   |                 |  |
|  |                   |                   |            |            |                  |                   |                   |                 |  |
|  |                   |                   |            |            |                  | Lok. Stara Zagora | Lok. Stara Zagora | 5               |  |
|  |                   |                   |            |            |                  | Lok. Stara Zagora | Lok. Stara Zagora | 5               |  |
|  |                   |                   |            |            |                  | Ljuboten          | Ljuboten          | 1               |  |

##### Semifinali
| Arbitro: | Martina Molinaro |

|                                                 |           |  |
| Pilipenko 33’, 87’ Valiuk 45+1’, 76’ Linnik 67’ | Marcatori |  |

| Arbitro: | Olatz Rivera Olmedo |

|                                                                        |           |  |
| Mikolajová 3’ Zver 5’ Meyer 12’, 49’ Fuchs 52’, 90+1’ Schumacher 90+3’ | Marcatori |  |

##### Finale 3º posto
| Arbitro: | Zoí Stávrou |

|                                                                      |           |               |
| G. Naydenova 2’ Skorynina 16’ Rus 44’ (rig.), 48’ Lopes Varela 45+1’ | Marcatori | 68’ Jankovska |

##### Finale
| Arbitro: | Rasa Grigonė |

|                                                     |           |  |
| Zágor 10’ Voulania Dabda 18’ (aut.) Brunnthaler 77’ | Marcatori |  |

#### Gruppo 10

##### Tabellone
|  | Semifinali     | Semifinali     | Semifinali |          |                | Finale         | Finale | Finale |  |
|  |                |                |            |          |                |                |        |        |  |
|  | Breznica       | Breznica       | 2          |          |                |                |        |        |  |
|  | Breznica       | Breznica       | 2          |          |                |                |        |        |  |
|  | Spartak Myjava | Spartak Myjava | 3          |          |                |                |        |        |  |
|  | Spartak Myjava | Spartak Myjava | 3          |          | Spartak Myjava | Spartak Myjava | 0      |        |  |
|  |                |                |            |          | Spartak Myjava | Spartak Myjava | 0      |        |  |
|  |                |                | Vllaznia   | Vllaznia | 1              |                |        |        |  |

##### Semifinale
| Arbitro: | Ljudmyla Tel'buch |

|                              |           |                                        |
| Đurđevac 13’ Vujadinović 20’ | Marcatori | 26’, 86’ Retkesová 78’ (rig.) Bogorová |

##### Finale
| Arbitro: | Tatıana Sorokopýdova |

|           |           |  |
| Shala 44’ | Marcatori |  |

#### Gruppo 11

##### Tabellone
|  | Semifinali | Semifinali | Semifinali       |                  |       | Finale | Finale | Finale |  |
|  |            |            |                  |                  |       |        |        |        |  |
|  | Brann      | Brann      | 1                |                  |       |        |        |        |  |
|  | Brann      | Brann      | 1                |                  |       |        |        |        |  |
|  | ALG        | ALG        | 0                |                  |       |        |        |        |  |
|  | ALG        | ALG        | 0                |                  | Brann | Brann  | 3      |        |  |
|  |            |            |                  |                  | Brann | Brann  | 3      |        |  |
|  |            |            | Spartak Subotica | Spartak Subotica | 1     |        |        |        |  |

##### Semifinale
| Arbitro: | Caroline Lanssens |

|              |           |  |
| Brochmann 4’ | Marcatori |  |

##### Finale
| Arbitro: | Viola Raudziņa |

|               |           |                                       |
| Filipović 72’ | Marcatori | 21’ Engesvik 25’ Yallop 55’ Brochmann |

### Percorso Piazzate

#### Gruppo 1

##### Tabellone
|  | Semifinali       | Semifinali       | Semifinali |            |          | Finale           | Finale           | Finale          |  |
|  |                  |                  |            |            |          |                  |                  |                 |  |
|  | Paris FC         | Paris FC         | 3          |            |          |                  |                  |                 |  |
|  | Paris FC         | Paris FC         | 3          |            |          |                  |                  |                 |  |
|  | Servette Chênois | Servette Chênois | 0          |            |          |                  |                  |                 |  |
|  | Servette Chênois | Servette Chênois | 0          |            | Paris FC | Paris FC         | 0 (4)            |                 |  |
|  |                  |                  |            |            | Paris FC | Paris FC         | 0 (4)            |                 |  |
|  |                  |                  | Roma (dtr) | Roma (dtr) | 0 (5)    |                  |                  |                 |  |
|  | Glasgow City     | Glasgow City     | Roma (dtr) | Roma (dtr) | 0 (5)    | 1                |                  |                 |  |
|  | Glasgow City     | Glasgow City     |            |            |          | 1                |                  |                 |  |
|  | Roma             | Roma             | 3          |            |          | Finale 3º posto  | Finale 3º posto  | Finale 3º posto |  |
|  | Roma             | Roma             | 3          |            |          |                  |                  |                 |  |
|  |                  |                  |            |            |          |                  |                  |                 |  |
|  |                  |                  |            |            |          | Servette Chênois | Servette Chênois | 1               |  |
|  |                  |                  |            |            |          | Servette Chênois | Servette Chênois | 1               |  |
|  |                  |                  |            |            |          | Glasgow City     | Glasgow City     | 0               |  |

##### Semifinali
| Arbitro: | Veronika Kovarova |

|                                   |           |  |
| Matéo 9’, 85’ Clémaron 32’ (aut.) | Marcatori |  |

| Arbitro: | Ainara Acevedo |

|                   |           |                             |
| Minami 20’ (aut.) | Marcatori | 12’, 59’ Glionna 81’ Lázaro |

##### Finale 3º posto
| Arbitro: | Frida Mia Klarlund |

|                |           |  |
| Korhonen 90+2’ | Marcatori |  |

##### Finale
| Arbitro: | Angelika Söder |

|                                  |                      |                                           |
| Thiney Matéo Sarr Greboval Butel | Tiri di rigore 4 – 5 | Giugliano Andressa Serturini Linari Haavi |

#### Gruppo 2

##### Tabellone
|  | Semifinali | Semifinali | Semifinali |           |          | Finale          | Finale          | Finale          |  |
|  |            |            |            |           |          |                 |                 |                 |  |
|  | FK Minsk   | FK Minsk   | 2          |           |          |                 |                 |                 |  |
|  | FK Minsk   | FK Minsk   | 2          |           |          |                 |                 |                 |  |
|  | Slovácko   | Slovácko   | 1          |           |          |                 |                 |                 |  |
|  | Slovácko   | Slovácko   | 1          |           | FK Minsk | FK Minsk        | 0               |                 |  |
|  |            |            |            |           | FK Minsk | FK Minsk        | 0               |                 |  |
|  |            |            | Rosenborg  | Rosenborg | 1        |                 |                 |                 |  |
|  | Breiðablik | Breiðablik | Rosenborg  | Rosenborg | 1        | 2               |                 |                 |  |
|  | Breiðablik | Breiðablik |            |           |          | 2               |                 |                 |  |
|  | Rosenborg  | Rosenborg  | 4          |           |          | Finale 3º posto | Finale 3º posto | Finale 3º posto |  |
|  | Rosenborg  | Rosenborg  | 4          |           |          |                 |                 |                 |  |
|  |            |            |            |           |          |                 |                 |                 |  |
|  |            |            |            |           |          | Slovácko        | Slovácko        | 0               |  |
|  |            |            |            |           |          | Slovácko        | Slovácko        | 0               |  |
|  |            |            |            |           |          | Breiðablik      | Breiðablik      | 3               |  |

##### Semifinali
| Arbitro: | Abigail Marriott |

|                              |           |               |
| Pobegaylo 24’ Surovtseva 33’ | Marcatori | 84’ Jelínková |

| Arbitro: | Galiya Echeva |

|                               |           |                                     |
| Anasi 67’ Hálfdánardóttir 69’ | Marcatori | 4’, 19’, 47’ Nautnes 11’ Andreassen |

##### Finale 3º posto
| Arbitro: | Reelika Turi |

|  |           |                               |
|  | Marcatori | 44’, 79’, 81’ Hálfdánardóttir |

##### Finale
| Arbitro: | Ewa Augustyn |

|  |           |             |
|  | Marcatori | 72’ Nautnes |

#### Gruppo 3

##### Tabellone
|  | Semifinali            | Semifinali            | Semifinali            |                       |      | Finale                  | Finale                  | Finale          |  |
|  |                       |                       |                       |                       |      |                         |                         |                 |  |
|  | Ajax                  | Ajax                  | 3                     |                       |      |                         |                         |                 |  |
|  | Ajax                  | Ajax                  | 3                     |                       |      |                         |                         |                 |  |
|  | Kristianstads DFF     | Kristianstads DFF     | 1                     |                       |      |                         |                         |                 |  |
|  | Kristianstads DFF     | Kristianstads DFF     | 1                     |                       | Ajax | Ajax                    | 2                       |                 |  |
|  |                       |                       |                       |                       | Ajax | Ajax                    | 2                       |                 |  |
|  |                       |                       | Eintracht Francoforte | Eintracht Francoforte | 1    |                         |                         |                 |  |
|  | Fortuna Hjørring      | Fortuna Hjørring      | Eintracht Francoforte | Eintracht Francoforte | 1    | 0                       |                         |                 |  |
|  | Fortuna Hjørring      | Fortuna Hjørring      |                       |                       |      | 0                       |                         |                 |  |
|  | Eintracht Francoforte | Eintracht Francoforte | 2                     |                       |      | Finale 3º posto         | Finale 3º posto         | Finale 3º posto |  |
|  | Eintracht Francoforte | Eintracht Francoforte | 2                     |                       |      |                         |                         |                 |  |
|  |                       |                       |                       |                       |      |                         |                         |                 |  |
|  |                       |                       |                       |                       |      | Kristianstads DFF (dts) | Kristianstads DFF (dts) | 3               |  |
|  |                       |                       |                       |                       |      | Kristianstads DFF (dts) | Kristianstads DFF (dts) | 3               |  |
|  |                       |                       |                       |                       |      | Fortuna Hjørring        | Fortuna Hjørring        | 2               |  |

##### Semifinali
| Arbitro: | Victoria Beyer |

|                                   |           |           |
| Pelova 63’ Bakker 83’ Grant 90+3’ | Marcatori | 19’ Viens |

| Arbitro: | Katalin Sipos |

|  |           |                                 |
|  | Marcatori | 15’ Prašnikar 18’ (aut.) Ficzay |

##### Finale 3º posto
| Arbitro: | Justina Lavrenovaitė-Perez |

|                       |           |                                 |
| Larsen 14’ Ficzay 66’ | Marcatori | 26’, 115’ Carle 73’ Andradóttir |

##### Finale
| Arbitro: | Sabina Bolić |

|                       |           |               |
| Grant 8’ Pelova 90+2’ | Marcatori | 57’ Prašnikar |

#### Gruppo 4

##### Tabellone
|  | Semifinali      | Semifinali      | Semifinali      |                 |             | Finale          | Finale          | Finale          |  |
|  |                 |                 |                 |                 |             |                 |                 |                 |  |
|  | Real Madrid     | Real Madrid     | 6               |                 |             |                 |                 |                 |  |
|  | Real Madrid     | Real Madrid     | 6               |                 |             |                 |                 |                 |  |
|  | Sturm Graz      | Sturm Graz      | 0               |                 |             |                 |                 |                 |  |
|  | Sturm Graz      | Sturm Graz      | 0               |                 | Real Madrid | Real Madrid     | 1               |                 |  |
|  |                 |                 |                 |                 | Real Madrid | Real Madrid     | 1               |                 |  |
|  |                 |                 | Manchester City | Manchester City | 0           |                 |                 |                 |  |
|  | Manchester City | Manchester City | Manchester City | Manchester City | 0           | 6               |                 |                 |  |
|  | Manchester City | Manchester City |                 |                 |             | 6               |                 |                 |  |
|  | Tomiris-Turan   | Tomiris-Turan   | 0               |                 |             | Finale 3º posto | Finale 3º posto | Finale 3º posto |  |
|  | Tomiris-Turan   | Tomiris-Turan   | 0               |                 |             |                 |                 |                 |  |
|  |                 |                 |                 |                 |             |                 |                 |                 |  |
|  |                 |                 |                 |                 |             | Sturm Graz      | Sturm Graz      | 5               |  |
|  |                 |                 |                 |                 |             | Sturm Graz      | Sturm Graz      | 5               |  |
|  |                 |                 |                 |                 |             | Tomiris-Turan   | Tomiris-Turan   | 1               |  |

##### Semifinali
| Arbitro: | Aleksandra Česen |

|                                                         |           |  |
| González 15’, 52’, 62’, 67’ Feller 37’ del Castillo 74’ | Marcatori |  |

| Arbitro: | Marina Živković |

|                                                                                  |           |  |
| Shaw 4’, 21’ Hemp 45+1’ Losada 82’ Castellanos 89’ (rig.) Sharifova 90+2’ (aut.) | Marcatori |  |

##### Finale 3º posto
| Arbitro: | Maria Sole Ferrieri Caputi |

|                                                            |           |               |
| Matuschewski 2’, 21’ Wirnsberger 45’ Uka 88’ Bertolo 90+7’ | Marcatori | 69’ Nurusheva |

##### Finale
| Arbitro: | Shona Shukrula |

|  |           |          |
|  | Marcatori | 15’ Weir |

## Secondo turno

### Sorteggio
Il sorteggio per il secondo turno di qualificazione si è tenuto il 1º settembre 2022. Le 24 squadre ammesse al secondo turno sono state divise in due percorsi: 14 squadre nel percorso Campioni e 10 squadre nel percorso Piazzate. In ciascuno dei due percorsi le squadre sono state suddivise in due gruppi ("teste di serie" e "non teste di serie") in base al ranking UEFA per club. Secondo la procedura per il sorteggio squadre appartenenti alla stessa federazione non possono essere sorteggiate contro, mentre la squadra estratta per prima gioca la gara d'andata in casa.
| Slavia Praga        | 47,766 | SFK 2000      | 11,400 |
| Rosengård           | 38,833 | Vorskla       | 10,200 |
| Juventus            | 30,900 | HB Køge       | 9,550  |
| St. Pölten          | 25,700 | Valur         | 8,350  |
| Zurigo              | 22,500 | Brann         | 4,500  |
| Vllaznia            | 14,400 | Rangers       | 4,400  |
| Benfica             | 13,600 | KuPS          | 1,900  |
| Piazzate            |        |               |        |
| Paris Saint-Germain | 85,666 | Ajax          | 20,900 |
| Bayern Monaco       | 84,133 | Häcken        | 20,833 |
| Arsenal             | 39,200 | Real Sociedad | 13,233 |
| Sparta Praga        | 34,766 | Rosenborg     | 6,500  |
| Real Madrid         | 27,233 | Roma          | 5,900  |

### Risultati
Le partite di andata si sono disputate il 20 e 21 settembre 2022, mentre le partite di ritorno si sono disputate il 28 e 29 settembre.
| Squadra 1           | Totale   | Squadra 2     | Andata   | Ritorno     |
| Campioni            | Campioni | Campioni      | Campioni | Campioni    |
| ------------------- | -------- | ------------- | -------- | ----------- |
| Vorskla             | 2 - 3    | Vllaznia      | 1 - 1    | 1 - 2       |
| SFK 2000            | 0 - 10   | Zurigo        | 0 - 7    | 0 - 3       |
| Rangers             | 3 - 5    | Benfica       | 2 - 3    | 1 - 2 (dts) |
| KuPS                | 2 - 3    | St. Pölten    | 0 - 1    | 2 - 2 (dts) |
| Valur               | 0 - 1    | Slavia Praga  | 0 - 1    | 0 - 0       |
| Brann               | 2 - 4    | Rosengård     | 1 - 1    | 1 - 3       |
| HB Køge             | 1 - 3    | Juventus      | 1 - 1    | 0 - 2       |
| Piazzate            |          |               |          |             |
| Arsenal             | 3 - 2    | Ajax          | 2 - 2    | 1 - 0       |
| Paris Saint-Germain | 4 - 1    | Häcken        | 2 - 1    | 2 - 0       |
| Real Sociedad       | 1 - 4    | Bayern Monaco | 0 - 1    | 1 - 3       |
| Rosenborg           | 1 - 5    | Real Madrid   | 0 - 3    | 1 - 2       |
| Sparta Praga        | 2 - 6    | Roma          | 1 - 2    | 1 - 4       |

#### Andata

##### Campioni
| Arbitro: | Iuliana Demetrescu |

|            |           |            |
| Pokorny 8’ | Marcatori | 21’ Nildén |

| Arbitro: | Ivana Martinčić |

|                |           |                              |
| McCoy 25’, 58’ | Marcatori | 38’, 57’ Vitória 78’ Pauleta |

| Arbitro: | Katarzyna Lisiecka-Sęk |

|  |           |                                                                    |
|  | Marcatori | 6’, 17’, 62’ Humm 45’, 80’ Vetterlein 87’ Woś 90’ (aut.) Slišković |

| Arbitro: | Désirée Grundbacher |

|  |           |          |
|  | Marcatori | 42’ Zver |

| Arbitro: | Kristina Georgieva |

|             |           |          |
| Kravčuk 66’ | Marcatori | 54’ Doçi |

| Arbitro: | Melis Özçiğdem |

|                    |           |           |
| Guðmundsdóttir 20’ | Marcatori | 78’ Holdt |

| Arbitro: | Jelena Pejković |

|  |           |              |
|  | Marcatori | 26’ Kožárová |

##### Piazzate
| Arbitro: | Maria Sole Ferrieri Caputi |

|  |           |              |
|  | Marcatori | 45’ Schüller |

| Arbitro: | Frida Nielsen |

|                                    |           |                   |
| Blackstenius 23’ Little 57’ (rig.) | Marcatori | 18’, 83’ Leuchter |

| Arbitro: | Michèle Schmölzer |

|  |           |                                |
|  | Marcatori | 14’, 52’ Weir 34’ del Castillo |

| Arbitro: | Justina Lavrenovaitė |

|                   |           |                       |
| L. Martínková 51’ | Marcatori | 78’ Bartoli 90’ Haavi |

| Arbitro: | Elvira Nurmustafina |

|                       |           |                    |
| Martens 14’ Diani 86’ | Marcatori | 24’ Bergman Lundin |

#### Ritorno

##### Campioni
| Praga 28 settembre 2022, ore 15:00 UTC+2 | Slavia Praga | 0 – 0 referto | Valur | Na Chvalech (753 spett.)\| Arbitro: \| Eszter Urbán \| |
| Arbitro:                                 | Eszter Urbán |               |       |                                                        |

| Arbitro: | Lucie Šulcová |

|                              |           |            |
| Patterson 35’ G. Berisha 88’ | Marcatori | 85’ Korsun |

| Arbitro: | Ewa Augustyn |

|                                |           |               |
| Bredgaard 50’ Larsson 55’, 70’ | Marcatori | 80’ Brochmann |

| Arbitro: | Shona Shukrula |

|               |           |                            |
| Zver 6’, 118’ | Marcatori | 28’ Hartikainen 32’ Kröger |

| Arbitro: | Reelika Turi |

|                            |           |  |
| Piubel 6’, 29’ Pilgrim 72’ | Marcatori |  |

| Arbitro: | Marina Živković |

|                           |           |            |
| Lacasse 93’ J. Silva 119’ | Marcatori | 87’ Watson |

| Arbitro: | Abigail Marriott |

|                               |           |  |
| Gunnarsdóttir 11’ Cantore 77’ | Marcatori |  |

##### Piazzate
| Arbitro: | Ivana Projkovska |

|  |           |                       |
|  | Marcatori | 53’ Martens 60’ Diani |

| Arbitro: | Marta Huerta De Aza |

|  |           |             |
|  | Marcatori | 51’ Miedema |

| Arbitro: | Rebecca Welch |

|                           |           |            |
| Weir 48’ Del Castillo 61’ | Marcatori | 8’ Nautnes |

| Arbitro: | Jelena Medjedovic |

|                                              |           |                 |
| Wenninger 35’ Alves 55’ Minami 70’ Haavi 81’ | Marcatori | 25’ Bertholdová |

| Arbitro: | Tess Olofsson |

|                               |           |            |
| Dallman 18’, 22’ Schüller 43’ | Marcatori | 45’ Jensen |